# Смертельная жатва
«Смертельная жатва» (англ. Fall Down Dead) — американский триллер 2006 года режиссёра Джона Кейеса.

## Сюжет
В городе орудует убийца по прозвищу Пикассо, убийства для которого — настоящее искусство. Однажды женщина становится свидетельницей одного из таких убийств. Преступник гонится за ней. Женщина в поисках помощи забегает в 6-этажное офисное здание. Убийца следует за ней.

## В ролях
- Доминик Суэйн — Кристи Уоллас
- Удо Кир — убийца Пикассо/Аарон Гарви
- Мехмет Гюнсюр — детектив Стефан Керчек
- Эр. Кейт Харрис — детектив Лоуренс Келлог
- Дэвид Кэррадайн — Уэйд Дуглас

## Съёмочная группа
- Режиссёр: Джон Кийес (Jon Keeyes)
- Сценарий: Рой Сэллоус (Roy Sallows)
- Продюсеры: Несим Хэсон (Nesim Hason), Брэндон Бэйкер (Brandon Baker), Рон Гелл (Ron Gell)
- Оператор: Ричард Клабаугх (Richard Clabaugh)
- Композитор: Пинар Топрак (Pinar Toprak)
- Подбор актёров: Харика Уйгур (Harika Uygur), Кэти Хендерсон Мартин (Cathy Henderson Martin)
- Монтаж: Роберт Джей. Касталдо (Robert J. Castaldo)
- Художник-постановщик: Эрик Уитни (Eric Whitney)
- Художник по костюмам: Патрисия Мюллер (Patricia Mueller)

## Производство
«New Films International», «Highland Myst Entertainment».